# Ehingen am Ries
Ehingen am Ries település Németországban, azon belül Bajorországban. Lakosainak száma 766 fő (2023. december 31.).

## Népesség
A település népessége az elmúlt években az alábbi módon változott:
| Lakosok száma | 459  | 677  | 520  | 834  | 809  | 802  | 813  | 801  | 767  | 766  |
|               | 1875 | 1950 | 1975 | 1987 | 2012 | 2014 | 2016 | 2017 | 2021 | 2023 |